# Zentrale Buchhandelsschule
Die Zentrale Buchhandelsschule (ZBS) war eine staatlich anerkannte private Handelsschule für die Aus- und Weiterbildung von Buchhändlern in Olten (Schweiz). Sie wurde 1990 von Felix Werner gegründet, der sie bis zum Jahr 2000 leitete. Wirtschaftlich getragen wurde sie von 50 meist grossen Schweizer Buchhandelsunternehmen. Die ZBS betrieb als einzige Buchhandelsschule der Schweiz eine eigene Lehrbuchhandlung. Die Schule war die einzige eigene Bildungsstätte des Schweizer Buchhandels. Wegen Finanzproblemen schloss sie im Januar 2003.
Für die Standortwahl Olten mitentscheidend war, dass Olten eine „Buchstadt“ ist. In der Nähe von Olten, in Hägendorf, befindet sich das Schweizer Buchzentrum, das zentrale Auslieferungslager der Schweizer Buchhändler. In Olten selbst findet mit der Buchmesse Olten die zweitgrösste Buchmesse der Schweiz hinter der BuchBasel statt, auch wurde dort die Literatenvereinigung Gruppe Olten gegründet.
Die berufliche Grundbildung der Schweizer Buchhändler wird heute ausschliesslich durch den Schweizer Buchhändler- und Verleger-Verband (SBVV) in der Wirtschafts- und Kaderschule des Kaufmännischen Verbandes Bern (Abt. Berner Berufsschule für den Buchhandel) und in der Wirtschaftsschule KV Winterthur durchgeführt. Seit 2010 gibt es auch eine berufsspezifische Weiterbildung mit eidgenössischem Fachausweis.